# Karl Söffner
Karl Söffner (* 25. Dezember 1773 in Seitsch, Landkreis Guhrau; † 3. Februar 1837 in Neisse, Provinz Schlesien) war ein preußischer Jurist.

## Leben
Karl Söffner wurde als Sohn des Bernhard Söffner, fürstlicher Stiftziergärtner, und dessen Ehefrau Anna Elisabeth, geb. Walter, geboren. Er hatte noch vier Geschwister:
- Anton Blasius Petrus Söffner (* 2. Februar 1769 in Seitsch; † unbekannt);
- Joseph Söffner (* 9. August 1771 in Seitsch; † unbekannt);
- Barbara Antonia Appolonia Söffner (* 7. Januar 1778 in Seitsch; † unbekannt);
- Anabrosius Antoni Söffner (* 17. Januar 1784 in Seitsch; † unbekannt).

Er besuchte die örtliche Elementarschule und kam im Alter von 11 Jahren 1784 auf das katholische Gymnasium in Groß Glogau. Anschließend studierte er zwei Jahre an der Leopoldina in Breslau. Er wollte gerne Rechtswissenschaften studieren, allerdings konnten seine Eltern ihn nur bei einem Theologie-Studium finanziell unterstützen. Seit seiner Jugend nutzte er jede Gelegenheit sein musikalisches Talent beim Spielen der Violine auszubilden, so dass er sogar in Konzerten auftrat; auf diese Weise konnte er seinen Lebensunterhalt verdienen, um an der Leopoldina zu studieren. Anschließend besuchte er die Universität Halle und absolvierte dort sein Jurastudium; während des Studiums wurde ihm auch das Amt des Bibliothekars übertragen. 
Zum Ende seiner Studienzeit reiste er nach Lauchstädt um den Breslauer Fürstbischof Joseph Christian Franz zu Hohenlohe-Waldenburg-Bartenstein aufzusuchen, der sich dort als Badegast aufhielt, um diesen um seine Unterstützung zu bitten. Er machte dann innerhalb von sechs Wochen sein Examen als Auskultator und wurde als solcher dem Oberamtsrat Graf Christian von Haugwitz zur weiteren Ausbildung unterstellt. Als dieser bald darauf zum Generallandschaftsdirektor ernannt wurde, hatte Karl Söffner wieder Gelegenheit, mit dem Fürstbischof zusammenzutreffen, der erneut zusagte, ihn auch künftig zu fördern, sobald er sich für das Richteramt befähigt habe. Nach anderthalb Jahren legte er dann sein zweites Examen ab und der Fürstbischof stellte ihn 1798 in seiner Residenzstadt Neisse als Senator beim Magistrat und als Assessor bei der Justizdeputation an. 1804 wurde er zum Rat ernannt, sowie zum Mitglied der Mitdirigenten beim Hofrichteramt.
Als 1810 sämtliche Stiftsgüter des bischöflichen Fürstentums Neisse säkularisiert und die geistlichen Behörden unter die unmittelbare preußische königliche Verwaltung gestellt wurden, bekam Karl Söffner die Stelle des ersten Assessor beim neu gebildeten königlichen Stadtgericht; 1818 wurde ihm das Direktorium dieses Gerichts übergeben. 1813 erfolgte seine Ernennung zum königlichen Justizrat und zum Kommissarius perpetuus für die Landkreise Neisse und Grottkau, bis er 1822 eine Anstellung als Vize-Direktor beim späteren königlichen Fürstentumsgericht in Neisse, das gerade neu gebildet worden war, erhielt. Aufgrund der Erkrankungen des ersten Direktors dieses Gerichts, verwaltete er auch dessen Posten mit, und stand ab Mai 1835 bis April 1836 dem Gericht allein vor, ihm folgte dann als Direktor August Wentzel. Im Juni 1836 wurde Karl Söffner zum Präses der Oberhofspitalkommission ernannt. 
Aufgrund der Vielzahl seiner Aufgaben litt seine Gesundheit derart, dass er Ende 1836 erkrankte und im Februar 1837 verstarb.
Bereits 1809 hatte er Antonie, Tochter des k u. k. Hauptmanns von Richter in Preßburg geheiratet; der Ehe entstammte eine Tochter.